# دايل إيرنهارت
رالف دايل إيرنهارت الأب (Ralph Dale Earnhardt, Sr) (مواليد 29 من أبريل 1951م- 18 من فبراير 2001م) كان سائق سيارات سباق أمريكيًا، اشتهر بارتباطه بسباق السيارات الكبيرة في سباقات الناسكار (NASCAR). كما اشتهر بسباقه مع سائق السيارات رالف لي إيرنهارت (Ralph Lee Earnhardt)، وبدأ إيرنهارت مسيرته عام 1975م عندما شارك في سباق وورلد 600 عام 1975 (World 600) في حلبة تشارلوت لسباق السيارات (Charlotte Motor Speedway) كجزء من سلسلة كأس الوينستون (Winston Cup Series) (سُمِّي فيما بعد سلسلة كأس السبرينت) (Sprint Cup Series).
ويُعتبر إيرنهارت أحد أفضل سائقين الناسكار في جميع العصور، حيث إنه فاز بإجمالي 76 سباقًا طوال مسيرته، من بينها سباق دايتونا 500، حيث حقق انتصارًا واحدًا في عام 1998م. حقق إيرنهارت سبع بطولات، يقترن بعضها بالسائق ريتشارد بيتي في جميع الأوقات. وكانت طريقة قيادته العنيفة والشرسة سببًا ليستحق لقب "المُرعب"(The Intimidator).
أثناء قيادته في سباق دايتونا 500 عام 2001م، تُوفيَّ إيرنهارت بسبب كسر بقاع الجمجمة إثر تعرُّضه لحادثة تصادم في الدورة الأخيرة في حلبة دايتونا الدولية لسباق السيارات في 18 من فبراير 2001م. وقد أُدرج اسمه في العديد من قاعات المشاهير، من بينها أنه كان أحد أول الأعضاء الذين دخلوا قاعة مشاهير ناسكار.

## وصلات خارجية
- دايل إيرنهارت على موقع Racing-Reference.info (الإنجليزية)
- دايل إيرنهارت على موقع DriverDB.com (الإنجليزية)
- دايل إيرنهارت على موقع قاعة كارولاينا الشمالية للمشاهير الرياضية (الإنجليزية)

- Dale Earnhardt Inc.
- دايل إيرنهارت على موقع IMDb (الإنجليزية)
- دايل إيرنهارت على موقع الموسوعة البريطانية (الإنجليزية)
- دايل إيرنهارت على موقع إن إن دي بي (الإنجليزية)
- دايل إيرنهارت على موقع قاعدة بيانات الفيلم (الإنجليزية)
- The Dale Trail, official tour of Earnhardt's Hometown of Kannapolis, NC
- Career statistics at racing-reference.info
- Orlando Sentinel article on the inquiries into the cause of death
- Sports Illustrated article on the controversy over Earnhardt's seat belt نسخة محفوظة 2 يناير 2013 at Archive.is
- Earnhardt at The Crittenden Automotive Library includes full Win List, Statistics